# 蟹江城

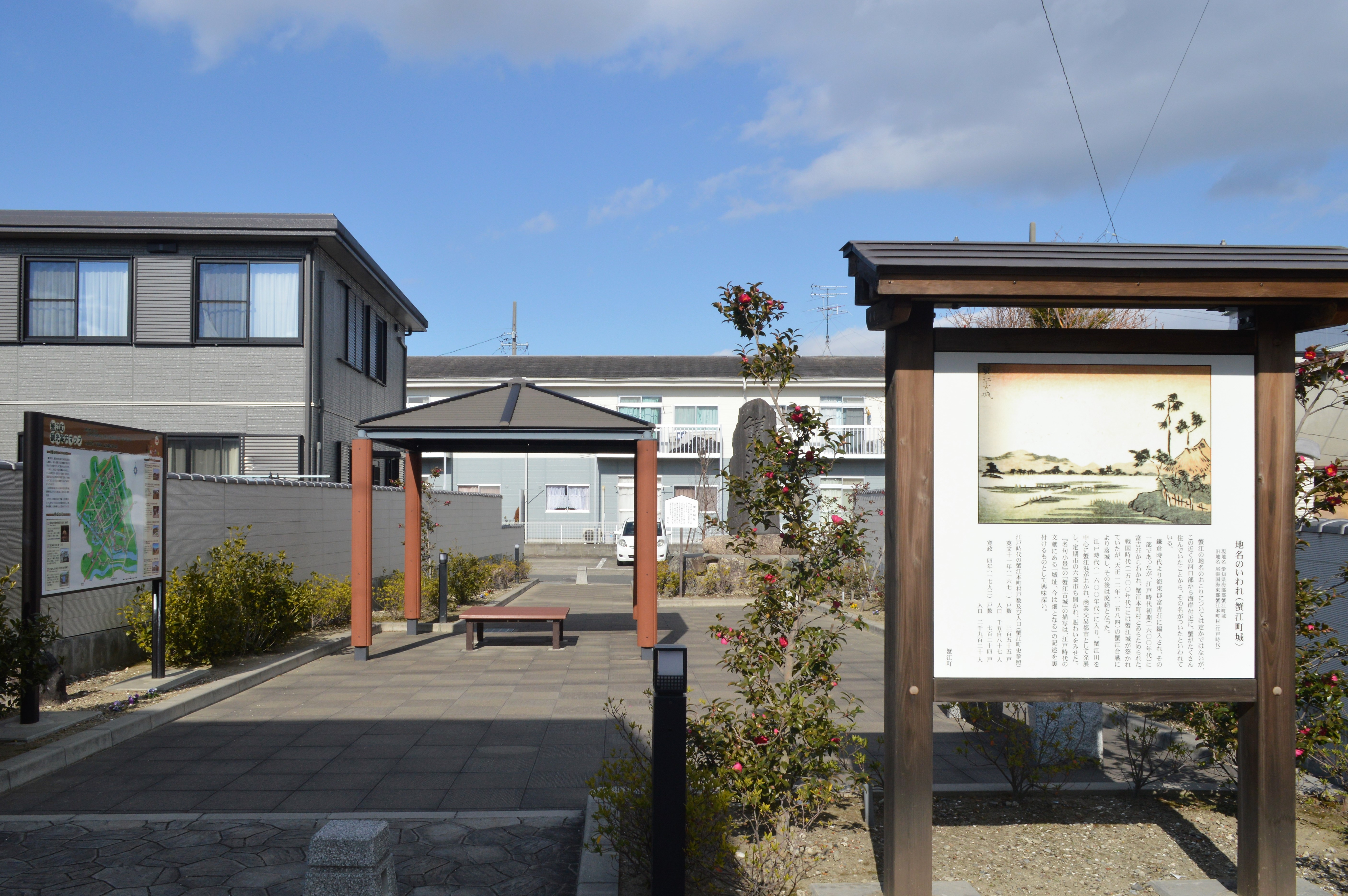
蟹江城址公園

蟹江城（かにえじょう）は、尾張国海部郡蟹江（現在の愛知県海部郡蟹江町）にあった中世の日本の城（平城）。

## 歴史
蟹江城は蟹江城址碑文（大正4年11月建設）によれば、永享年間（1429年 - 1440年）に北条時任（ときとう）が城塞を築いたのがはじめとされるが、これは江戸時代の地誌等にはなく、蟹江町史は「平五郎時任築塞説などは、おそらく明治以前になかったものといえよう。」と指摘する。
戦国時代には、本丸、二の丸、三の丸の三郭（さんかく）があり、大野、下市場、前田の三つの支城があったが、1584年（天正12年）に起きた蟹江城合戦と翌年の大地震で壊滅した。現在は住宅地に城址の石碑と本丸井戸跡が残るのみである。蟹江町歴史民俗資料館の受付で城跡の地図が貰える。

## 年表
永享年間（1429年 - 1440年）、北条時任により築城説（蟹江城址碑文）
時期不明、渡辺源十郎により築城説（『尾張志（海東郡）』）
弘治年間の城主は、織田民部（実名不詳）。1555年（弘治元年）、今川方によって攻略された。（松平記、武徳編年集成）
『絵本太閤記巻七　滝川一益欺服部左京』は、すでに織田信長に仕えていた滝川一益は旧知の服部左京進友定を騙し、
友定の長島城を織田方から守るために蟹江に城を築くことを提案し、友定に築城費用を石山本願寺に借りさせ、それを元に滝川一益が蟹江城を築城したが、城が完成すると一益はこれを織田信長に報告し、城主の朱印を信長から賜わって蟹江城主となり、攻め寄せた服部友定を退けたとする。
蟹江町史は、滝川一益が実際に蟹江城を支配したのは、長島一揆が壊滅し、一益が織田信長から北伊勢の支配を任された天正2年（1574年）9月以降のことする。
1583年（天正11年）、一益は賤ヶ岳の戦いの後に羽柴秀吉に敗れ、織田信雄の家臣、佐久間信栄が城主となる。
1584年（天正12年）、小牧・長久手の戦いにおける蟹江城合戦では秀吉方となった一益に攻略されるも、徳川家康・織田信雄の大軍に包囲され、篭城戦の末、半月後に落城した。
1585年（天正13年）、天正地震により壊滅した。